# Három bárd
A három bárd (lengyelül: trzej wieszcze) a 19. századi lengyel romantikus költészet három nagy alakjának közös neve, akik a függetlenségét veszett Lengyelországban, illetve a nagy emigráció tagjaiként az országtól távol, idegenben alkottak. A kör később négyfősre bővült.
Témaválasztásukat főképp az ország három részre felosztása és a függetlenségért vívott küzdelmek, pl. az 1830. évi tragikus sorsú novemberi felkelés határozta meg. Politikai tevékenységüket pedig az emigráció és az európai szabadságharcokban való lengyel részvétel szervezése (Hôtel Lambert politikai párt, krími háború).
A lengyel nyelvben a wieszcz nem csak költőt, dalnokot jelent, hanem jövőbe látó prófétát is. Hasonló értelmű, mint az ókori latin poeta vates kifejezés. Ennek megfelelően nemcsak a nemzet pillanatnyi érzelmeit festették le ezek a költők, hanem az ország jövőképét is igyekeztek megrajzolni.

## A költők
A három bárd kifejezés eredetileg Adam Mickiewicz (1798–1855), Juliusz Słowacki (1809–1849) és Zygmunt Krasiński (1812–1859) költőket jelentette. Nem alkottak valódi alkotói közösséget, csupán a közvélemény kapcsolta személyüket össze mint morális és szellemi vezetőkét. Durván egyszerűsítve úgy tartották, hogy Mickiewicz az epika és líra mestere és a jelen költője, Krasiński profetikus látnok, aki a jövő igéit fogalmazza meg, Słowacki pedig a dicső múltat megidéző drámai szerző. 
A 20. század elején lett ismert Cyprian Kamil Norwid (1821–1883) életműve egy véletlen felfedezésnek köszönhetően, aki szintén emigrációban, főképpen Párizsban alkotott. Az irodalomkritikusok között ez vitához vezetett. Egyesek Krasiński helyett Norwidot kezdték „harmadik bárdnak” nevezni, mások viszont innentől fogva „négy bárdról” beszéltek. Norwidot napjainkban mindenképpen az egyik legnagyobb 19. századi lengyel nemzeti költőként tartják számon.
| Adam Mickiewicz (1798–1855) | Juliusz Słowacki (1809–1848) | Zygmunt Krasiński (1812–1859) | Cyprian Norwid (1821–1883) |
| --------------------------- | ---------------------------- | ----------------------------- | -------------------------- |
|                             |                              |                               |                            |

## Fordítás
- Ez a szócikk részben vagy egészben a Three Bards című angol Wikipédia-szócikk ezen változatának fordításán alapul.  Az eredeti cikk szerkesztőit annak laptörténete sorolja fel. Ez a jelzés csupán a megfogalmazás eredetét és a szerzői jogokat jelzi, nem szolgál a cikkben szereplő információk forrásmegjelöléseként.